# 1966 en Lorraine
Chronologie de la Lorraine
- 1962
- 1963
- 1964
- 1965
- 1966
- 1967
- 1968
- 1969
- 1970

Cette page est une liste d'événements qui se sont produits durant l'année 1966 en Lorraine.

## Éléments de contexte
Premier "plan acier" qui annonce 15 000 suppression d'emplois.

## Événements

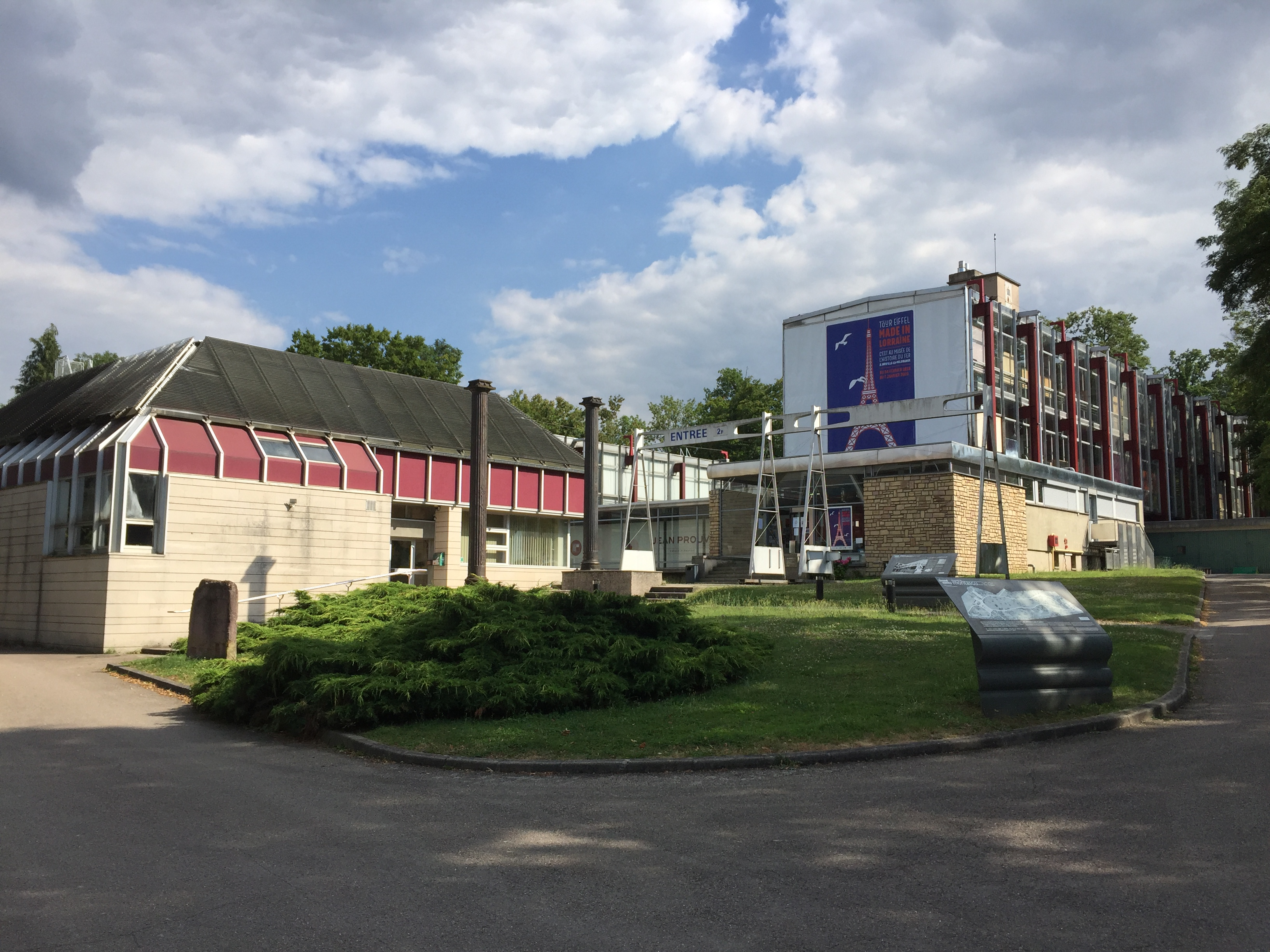
Musée de l'histoire du fer.

Les bases aériennes de l'OTAN en France jusqu'en 1966

- Ouverture à Jarville-la-Malgrange du musée de l'histoire du fer[2], établissement de culture scientifique, géré par la Métropole du Grand Nancy. Le musée est consacré à l'utilisation du fer et de ses dérivés, depuis le Moyen Âge et l'apparition du haut-fourneau jusqu'au XXe siècle. Ce musée est situé à côté du château de Montaigu à Jarville-la-Malgrange, à proximité de Nancy, en Lorraine.
- Ouverture du premier parc d'attraction de Lorraine : Fraispertuis-City à Jeanménil[1].
- Fermetures, de la Mine d' Ottange II, de la Mine du Haut-Pont à Fontoy, de la Mine de Maxéville et de la Mine Heydt à Audun-le-Tiche[3].
- Gérard Larrousse et Pierre Méchain remportent le Rallye de Lorraine sur une NSU Prinz TTS[4].
- La Société lorraine des sciences devient Académie et Société lorraines des sciences[5].

- 7 mars : le gouvernement français décide de se retirer du commandement intégré de l'OTAN[6].
- Avril : le secrétaire d'État chargé de l'emploi, Monsieur Jacques Chirac fait une annonce : « Il est question de ramener sur la base de Toul-Rosières la 11e Escadre de Bremgarten. »[7].
- 28  et 29 mai : visite du général de Gaulle qui assiste aux cérémonies du cinquantième anniversaire de la Bataille de Verdun[1].
- 20 juin : une tornade de classe EF2, soit des vents estimés entre 175 et 220 km/h, provoque d'importants dégâts à Vouthon-Bas dans la Meuse[8].
- Août 1966 : Nicole Masson est élue reine de la mirabelle[9]
- 30 septembre : la Brasserie de Xertigny, rachetée par la brasserie de Champigneulles puis intégrée à la Société européenne de brasserie en 1959, ferme définitivement ses portes[10].

## Naissances

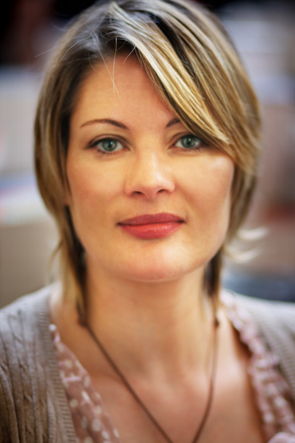
Sophie Loubiere

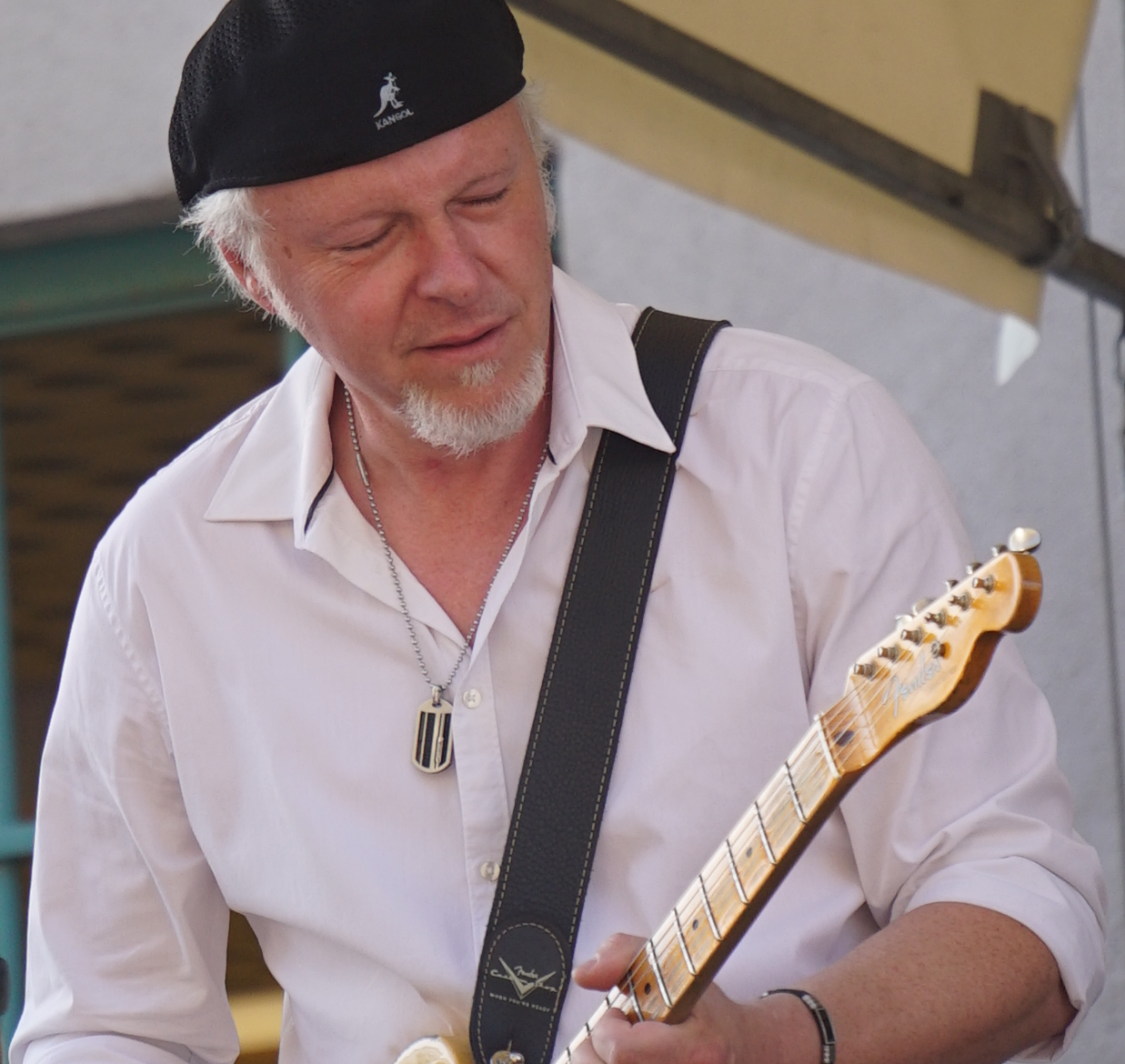
Fred Chapellier

- 20 janvier à Verdun : Pierre Vermeren, historien français, professeur d'histoire contemporaine à l'université Paris 1 Panthéon-Sorbonne depuis 2012[11]. Il est spécialiste du Maghreb et des sociétés arabo-berbères[12].
- 15 février à Jarny : Pascal Bollini, footballeur français.
- 24 mars à Nancy : Valérie Lang, comédienne française, morte le 22 juillet 2013 à Paris.
- 26 avril :
  - à Bar-le-Duc : Didier Gustin, imitateur et acteur français[13].
  - à Nancy : Hervé Bize, galeriste français d'art contemporain.
- 18 mai à Épinal : Emmanuel del Rey, céiste français de slalom.
- 4 juin à Metz : Frédéric Chapellier, dit Fred Chapellier, guitariste, auteur, compositeur et interprète.
- 16 juin à Jarny : Frédéric Stasiak, mort le 27 janvier 2022 à Nancy, juriste et universitaire français[14].
- 21 juin à Épinal : Jean-Sébastien Petitdemange, auteur et un chroniqueur de radio et de télévision française, spécialiste du tourisme, de la gastronomie, du made in France et du patrimoine.
- 7 juillet à Charmes (Vosges) : Phil Castaza, de son vrai nom Philippe Castagnet, dessinateur de bande dessinée français. Actif depuis 1990, il a dessiné plusieurs séries dans différents genre, principalement chez Soleil Productions.
- 18 août à Épinal : Lætitia Masson[15], réalisatrice, actrice et scénariste française.
- 24 août à Laxou : Fabrice Parme, auteur de bandes dessinées et de dessins animés français.
- 13 septembre à Nancy : Readymade, ou Readymade FC, de son vrai nom Jean-Philippe Verdin, musicien français de musique électronique, réalisateur artistique et compositeur de musique de film.
- 18 septembre à Briey : Moski, pseudonyme de David Adamowski, auteur de bande dessinée français.
- 24 septembre à Mont-Saint-Martin : Vincent Vanoli, auteur français de bande dessinée. Il officie dans diverses structures éditoriales parmi lesquelles l'Association ou Ego Comme X.
- 5 octobre à Villerupt : Benoît Torloting, dirigeant d'entreprise français[16]. Il est diplômé de l'École Polytechnique (1986) et de l'École nationale supérieure des mines de Paris[17] (1989).
- 29 octobre à Nancy : Éric Chabbert, dessinateur de bande dessinée français.
- 10 décembre à Nancy : Sophie Loubière, romancière, journaliste et productrice de radio française. Elle est sociétaire de la SACD et de la Société des gens de lettres (SGDL), et prix SACD Nouveau Talent Radio 1995.
- 21 décembre à Briey : Odile Santaniello, joueuse devenue entraîneuse de basket-ball française.
- 22 décembre à Cornimont (Vosges) : Véronique Claudel, biathlète française, membre de l'équipe championne aux Jeux olympiques d'hiver de 1992 à Albertville sur le relais 3 × 7,5 km.

## Décès
- 28 mai : Léon Daum, né à Nancy le 21 mars 1887, est le fils d'Auguste Daum et le gendre d'Henri Poincaré[18]. Membre fondateur de la Communauté européenne du charbon et de l'acier, il a dirigé et administré de nombreuses sociétés métallurgiques.

- 4 juillet à Nancy : Louis Thirion, compositeur français né à Baccarat le 13 février 1879.